# Andhaka

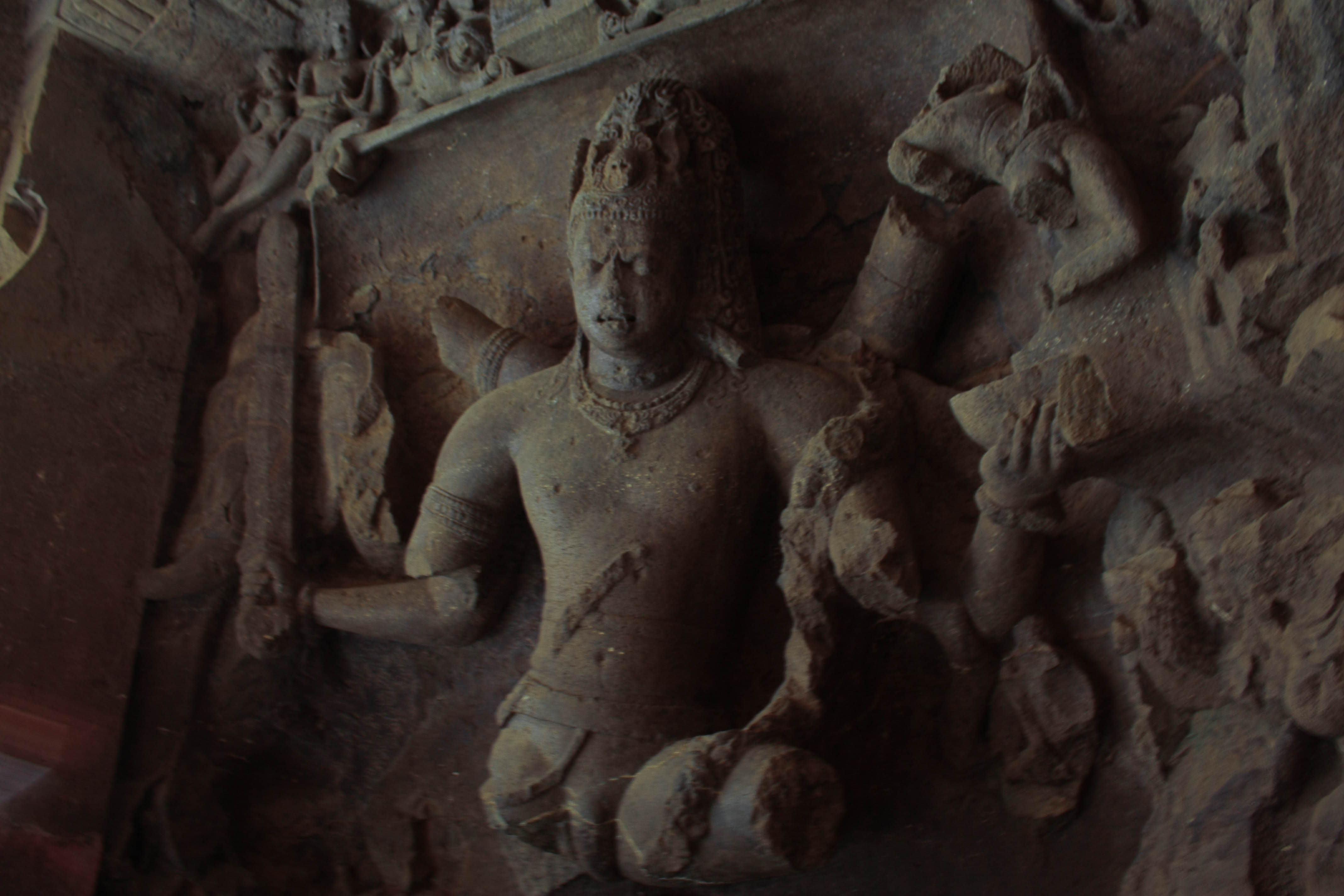
Shiva tötet Andhaka; Relief in Elephanta (8. Jh.)

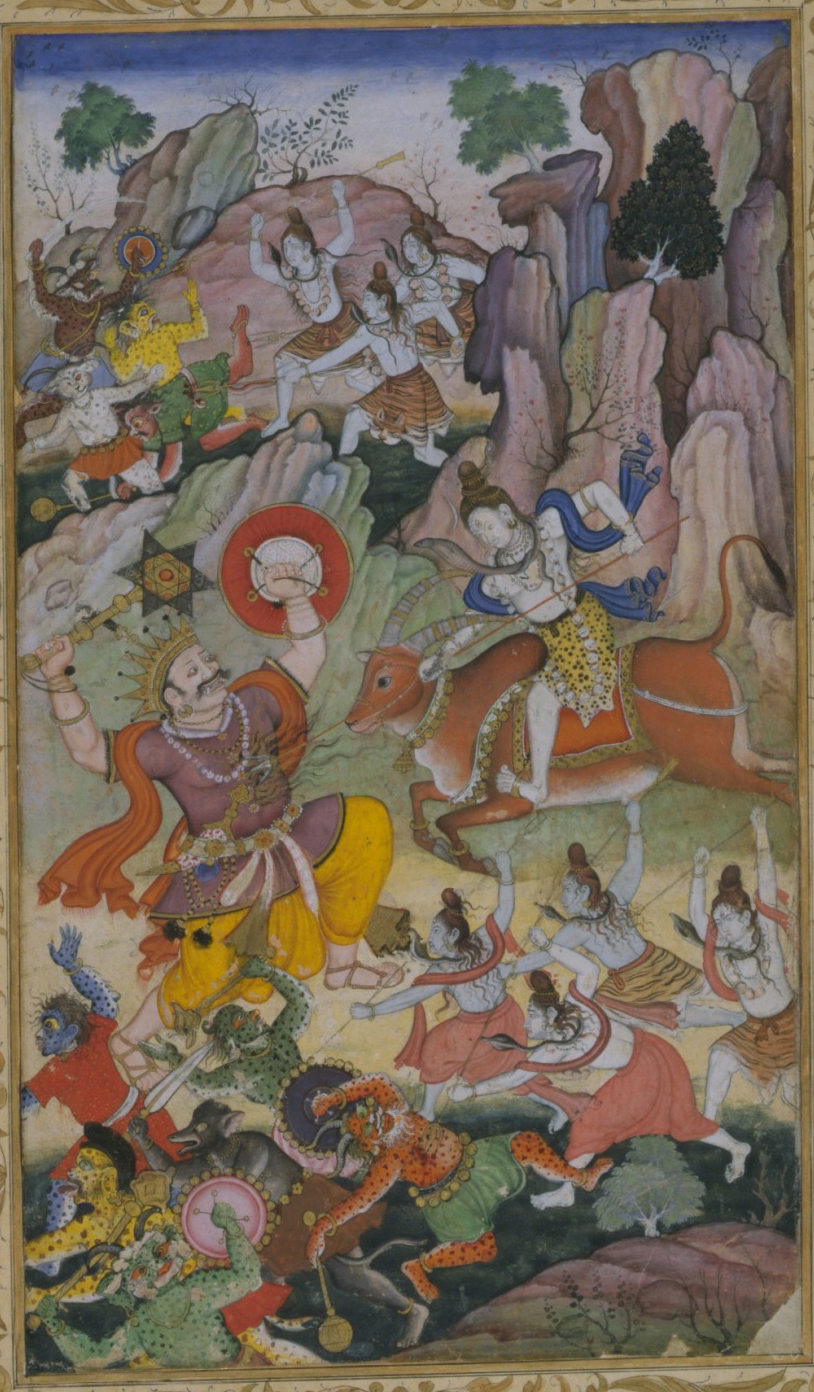
Shiva – auf dem Nandi-Bullen reitend und mit Tigerfell geschürzt – tötet Andhaka mit dem Dreizack (trishula); persisch-indisches Manuskript (ca. 1590)

Andhaka (Sanskrit अन्घक andhaka „blind“) ist der Asura der Blindheit, Unwissenheit und Dunkelheit im Hinduismus. Andhaka soll das Kind des Dämonenkönigs Hiranyaksha gewesen sein. Nach dem Vamana Purana war er jedoch das blind geborene Kind von Shiva.

## Ursprungslegenden
Als Parvati einmal spielerisch die Augen des meditierenden Shiva bedeckte, verdunkelte sich die Welt und in dieser Stunde wurde Andhaka geboren, der, als ein Kind der Dunkelheit, von Geburt an blind war. Shiva bat den bis dahin kinderlosen Hiranyaksha, der in ausdauernden asketischen Übungen (tapas) um einen Sohn gebeten hatte, das blinde Kind an Sohnes statt anzunehmen. Nach einer anderen Geburtslegende war Andhaka das Kind von Kashyapa und Diti; er hatte der Legende zufolge 1000 Köpfe, 2000 Augen und 1000 Füße und wurde, obwohl nicht blind, Andhaka genannt, da er taumelnd und unsicher wie ein Blinder ging.
Schließlich wurde Andhaka Herrscher der Dämonen und es gelang ihm, durch beharrliches Praktizieren von tapas schließlich Brahma zu veranlassen, ihm einen Wunsch zu gewähren: Nichts und niemand solle ihn töten können, solange er nicht lüsterne Blicke auf die eigene Mutter würfe, was Andhaka für unmöglich hielt, da er meinte, er hätte keine. Diese Gabe Brahmas befähigte ihn, in allen Schlachten siegreich zu sein, schließlich sogar die Götter zu besiegen und sich zum Herrn aller drei Welten zu machen.
Nun begehrte er Parvati (seine eigene Mutter) zur Frau und umwarb sie, wurde jedoch abgewiesen und versuchte daher, sie zu vergewaltigen. In einer großen Schlacht besiegte ihn der zur Hilfe herbeigeeilte Shiva und spießte ihn mit dem Dreizack (trishula) auf. Entsprechend der Bedingung hätte er nun den Tod finden können, laut der Vamana Purana jedoch blieb er Äonen lang ein Gefangener Shivas, bis er nur noch ein Sack voller Knochen war. Schließlich erkannte er, wer er war, tat Buße und wurde unter dem Namen Bhringi zum Diener und Verehrer Shivas und Parvatis.
Nach der Matsya-Purana kam Shiva während der Schlacht in Bedrängnis, da aus den von Andhaka vergossenen Blutstropfen ständig neue Andhakas aufsprossen. Shiva schuf darauf die Matrikas, die Mütter, die des Dämons aber auch nicht Herr werden konnten. Schließlich wurde Andhaka durch ein von Shiva erschaffenes Wesen namens Shushkarevati überwunden, das alles vergossene Blut in sich aufnahm und so die Andhakas zerstörte.
Nach einer anderen Fassung wurde Andhaka von Shiva getötet, weil er versucht hatte, den Baum Parijata aus der Himmelswelt Svarga zu stehlen.
Als Sieger über Andhaka trägt Shiva die Beinamen Andhakaripu („Feind des Andhaka“) und Andhakasuramardin („Zerstörer des Andhaka“).

## Symbolik
Dämonen (vgl. auch Mahisasur, Hiranyakashipu, Hiranyaksha) gefährden durch ihr Handeln die bestehende – von Göttern und Menschen gewollte – Ordnung. Sie vereinen in sich alle bösen, d. h. zerstörerischen, selbstsüchtigen und letztlich dummen Kräfte. Sie entfernen die Menschen von einem friedlichen Zusammenleben, in welchem Werte wie Weisheit sowie innere Ausgeglichenheit und Harmonie eine dominierende Rolle spielen.